# Veriña de Arriba
Veriña de Arriba (en asturiano y oficialmente: Veriña de Riba) es una aldea que pertenece a la parroquia de Veriña en el concejo de Gijón (Principado de Asturias). Se encuentra a 71 m s. n. m. y está situada a 5 km de la capital del concejo, Gijón. 

## Población
En 2020 contaba con una población de 540 habitantes (INE 2020) repartidos en 48 viviendas.